# گریت هوتون، نورث‌همپتون‌شر
گریت هوتون (به انگلیسی: Great Houghton) یک روستا و محله مدنی در بریتانیا است که در Northampton واقع شده‌است. گریت هوتون ۶۴۲ نفر جمعیت دارد.